# James Ivory (wiskundige)
Sir James Ivory (Dundee, 17 februari 1765 – Londen, 21 september 1842) was een Schotse wiskundige. Zijn vader, ook James, was horlogemaker.
Ivory is opgeleid aan de universiteit van St Andrews, waar hij al uitblonk in de wiskunde. Hij wilde theologie studeren, maar na twee termijnen in St Andrews en één in Edinburgh schoof hij elk idee van een kerk terzijde en werd hij assistent-leraar wiskunde en natuurfilosofie in een nieuw op te richten academie in zijn geboortestad Dundee. Drie jaar later werd hij partner in en manager van een bedrijf waar vlas gesponnen werd in Forfarshire, maar zijn vrije tijd ging op aan de studie. Hij kende de antieke en moderne geometrie van binnen en buiten, en was volledig op de hoogte van de ontdekkingen en methodes van tijdgenoten in heel Europa.
Zijn vroegste geschrift, terug te vinden in de Philosophical Transactions of the Royal Society of Edinburgh uit 1796, behandelt een analytische expressie voor de metrische rectificatie van een ellips. Dit en zijn volgende werken tonen een grote vaardigheid in de omgang met algebraïsche formules.
In 1804 verruilde hij de spinnerij voor een post op de wiskundestoel in het Royal Military College te Marlow (later verhuisd naar Sandhurst, sinds 1947 de Koninklijke Militaire Academie). Wegens een zwakke gezondheid moest hij die functie in 1816 neerleggen, hoewel hij die met groot succes had vervuld. In 1815 was hij Fellow van de Royal Society geworden.

## Publicaties
Hij publiceerde vele belangrijke memoirs in de Philosophical Transactions en correspondeerde met bevriende wetenschappers in de Royal Society en de Koninklijke Academies voor de Wetenschappen in Ierland, Parijs en Berlijn en Göttingen.
In een vroege publicatie in 1809 reduceert hij het probleem van de aantrekking van een ellipsoïde massa op een daarbuiten gelegen punt tot het eenvoudigere geval van de aantrekkingskracht van een andere maar verwante ellipsoïde op een overeenkomstig punt daarbinnen. Deze stelling zou bekend worden als Ivory's Theorema. Zijn later werk in de Transactions behandelt zaken uiteenlopend van planetaire baanverstoringen tot het evenwicht van vloeistoffen.
In 1814 won hij een Copley Medal voor zijn studie van de omloopbanen van hemellichamen. Zijn geschriften over de breking van licht in de astronomie bezorgden hem koninklijke onderscheidingen in 1826 en 1829. Op voordracht van Lord Brougham maakte Willem IV hem in 1831 ridder in de Koninklijke Hannoveraanse Welfen-Orde. In 1839 kreeg hij een eredoctoraat van St Andrews.